# Днепровский государственный цирк
Днепровский государственный цирк (укр. Дніпровський державний цирк) — цирк в Днепре.

## История
История Днепровского (Екатеринославского) цирка берёт своё начало с 1885 года, когда на Качельной площади (ныне территория Театра оперы и балета) возвели стационарное здание цирка. Этот цирк пользовался большой популярностью, однако за годы постройка обветшала и его перенесли на Озерную площадь (ныне — ул. Шмидта). В феврале 1911 года новое здание цирка распахнуло свои двери для зрителей. Здесь с успехом давали свои представления Жижетто Труцци, придворный японский цирк «Микадо», Владимир Дуров. В первоначальном виде здание просуществовало до 1929 года, а с 1932-го в городе работал цирк-шапито. Его разрушили во время войны.
В период немецко-фашистской оккупации (1941—1943) цирк был эвакуирован. Когда война закончилась, цирк, как и многие здания в городе, восстановили. Но здание было неудобным и постоянно требовало ремонта. Поэтому 13 сентября 1959 года в этом помещении состоялось последнее представление. Цирк снесли и на месте старого здания за рекордные полгода возвели новое — на две тысячи зрительских мест, с балконом и летним фойе.
23 июня 1960 года на открытии нового цирка выступали артисты Белорусского цирка под руководством заслуженного артиста Евгения Милаева. Но новый цирк имел один огромный минус — помещение было предназначено лишь для летних представлений, ведь зимой оно не отапливалось. Городу нужен был новый цирк, и в 1980 г. цирк переместился на набережную им. Ленина (ныне — Сичеславская набережная), в центр города.
Торжественное открытие нового здания, построенного по проекту Павла Ниринберга, состоялось 24 декабря 1980 года представлением «Карнавал идет по свету». Здание Днепропетровского цирка примечательно своими купольными сводами оригинального рисунка — такой купол дает возможность удобно крепить подвеску аппаратов артиста и создает отличную акустику. Также это единственный на Украине цирк с дополнительным, репетиционно-постановочным манежем. В Днепропетровском цирке продуманы и организованы помещения для животных — конюшни, вольеры, разномерные клетки и многое другое. В цирке работает джаз-оркестр под управлением Сергея Пятова. Вместимость зала 1852 человек.
В разное время здесь выступали Михаил Румянцев, Нина Капитанова, Юрий Куклачёв, Игорь Кио, Юрий Никулин, Олег Попов, Вальтер Запашный, Владимир Шевченко, Людмила Шевченко, Владислав Гончаров, представители династии Дуровых, Яровых, Корниловых, Виктор Шемшур, Эльворти, Довейко.
Осенью 2015 года Днепропетровский государственный цирк отпраздновал начало юбилейного, 130-го сезона.

## Дирекция
Цирк возглавляли:
- Ф.Яшинов (1932—1970 гг.)
- Александр Никитин (1976—1994 гг.)
- Заслуженный деятель искусств Украины[3] Виктор Бруханский. (1994—2010 гг.)
- С 2010 г. генеральный директор, художественный руководитель Днепропетровского госцирка Виктор Шабатько